# Église Saint-Laurent de Sinsat
Pour les articles homonymes, voir église Saint-Laurent.
L'église Saint-Laurent de Sinsat est située dans le Sabarthès au village de Sinsat sur la commune d'Aulos-Sinsat, dans le département de l'Ariège, en France.

## Localisation
Avec cimetière attenant, elle est située route de Bouan, à l'écart au sud-ouest du village.

## Historique
Initiée au XIIe siècle, puis rebâtie aux XVIIe et XVIIIe siècles, l'église est inscrite partiellement au titre des monuments historiques pour son abside, par arrêté du 9 juillet 1926.

## Description
Couverte en ardoise avec un clocher-mur modernisé avec trois baies ouvertes sur deux niveaux, l'église à simple nef est remarquable par son abside romane en cul-de-four avec des modillons aux corbelets simples.

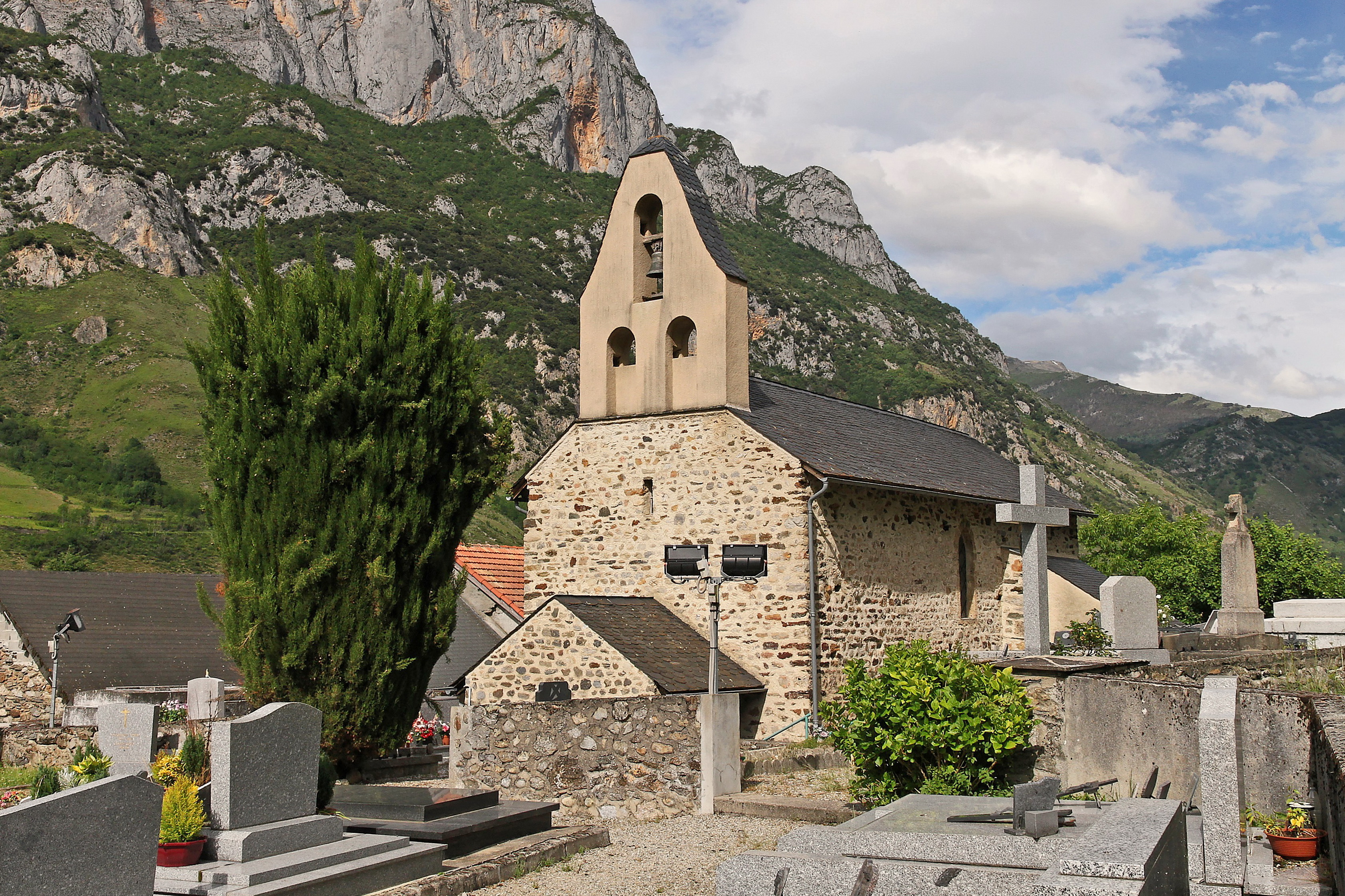
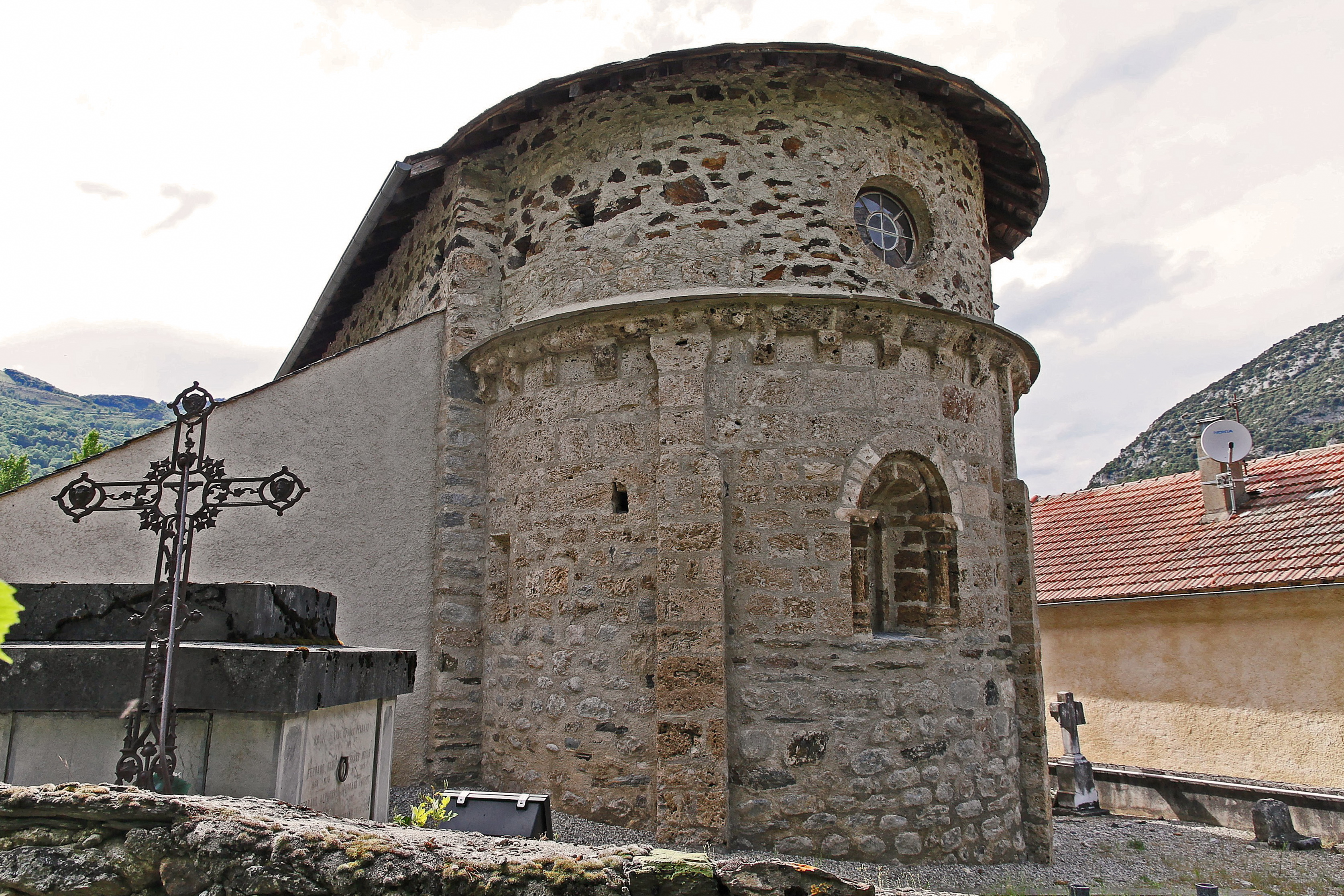